# William Winter (Politiker)

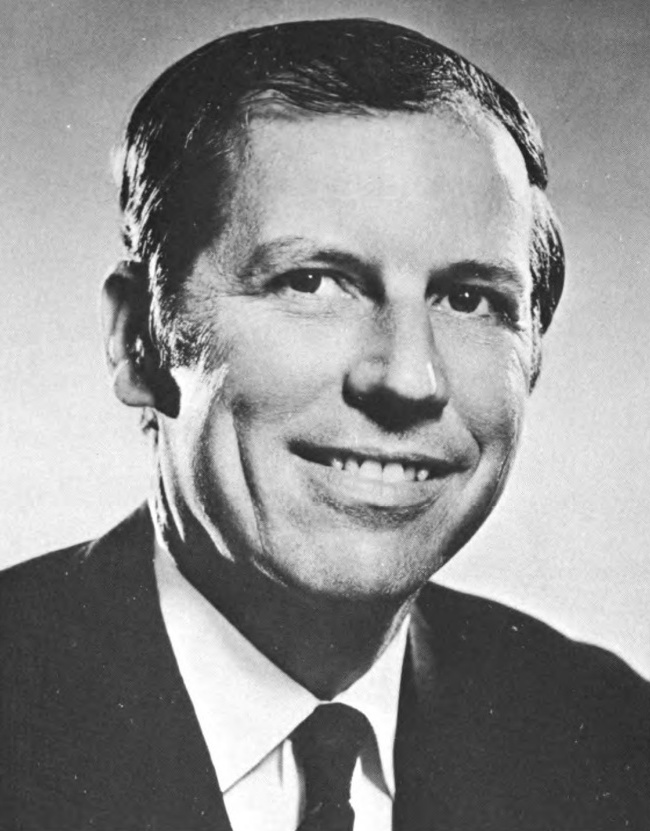
William Winter (Januar 1976)

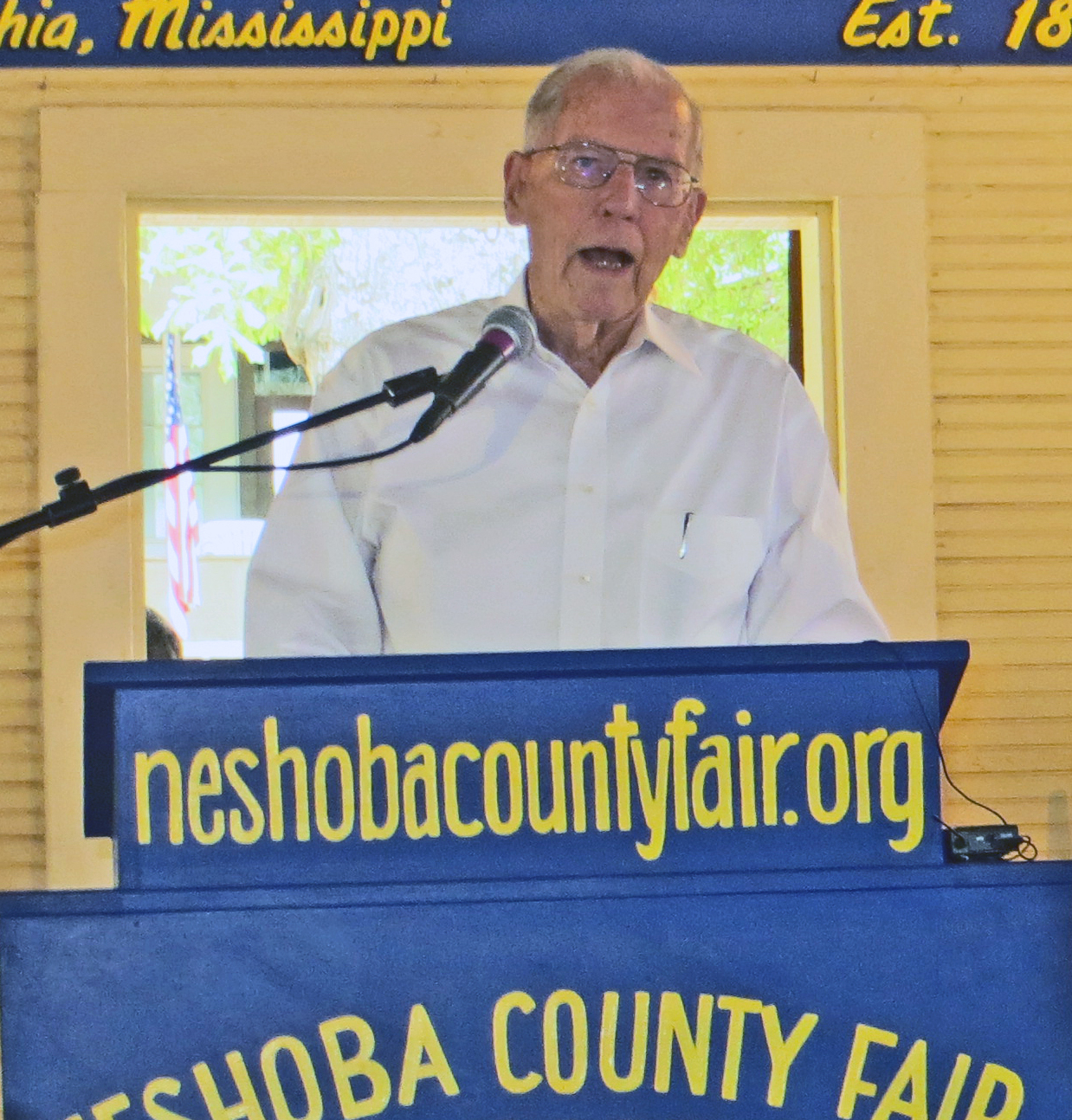
William Winter (Juli 2014)

William Forrest Winter (* 21. Februar 1923 in Grenada, Mississippi; † 18. Dezember 2020 in Jackson, Mississippi) war ein US-amerikanischer Politiker. Er war von 1980 bis 1984 Gouverneur des Bundesstaates Mississippi.

## Frühe Jahre und politischer Aufstieg
William Winter studierte bis 1943 an der University of Mississippi Geschichte. Danach war er als Soldat der US Army auf den Philippinen stationiert. Nach seiner Rückkehr nach Mississippi studierte er an der juristischen Fakultät der University of Mississippi Jura. Während des Koreakrieges war er wieder als Soldat im Einsatz.
Winter wurde Mitglied der Demokratischen Partei. Im Jahr 1947 wurde er in das Repräsentantenhaus von Mississippi gewählt, wo er acht Jahre verblieb. Von 1950 bis 1951 war er auch im Beraterstab von US-Senator John C. Stennis. Im Jahr 1959 wurde Winter Steuereinnehmer (Tax Collector) seines Staates. Dieses Amt behielt er bis 1964, als es auf seinen Vorschlag hin abgeschafft wurde. Danach war er Finanzminister (State Treasurer) von Mississippi. Im Jahr 1967 bewarb er sich erfolglos um das Amt des Gouverneurs. Zwischen 1972 und 1976 war William Winter dann als Vizegouverneur Stellvertreter von Gouverneur Bill Waller. Im Jahr 1975 folgte eine weitere erfolglose Kandidatur für das Gouverneursamt. Vier Jahre später schaffte er dann den Sprung in das höchste Amt seines Staates.

## Gouverneur von Mississippi
Winter trat seine vierjährige Amtszeit am 22. Januar 1980 an. Schwerpunkte waren die Bildungspolitik, die Rassenintegration sowie die Erhaltung historischer Anlagen und Unterlagen. Sein Education Reform Act war seit 20 Jahren der erste ernsthafte Versuch, das Bildungssystem des Staates zu verbessern. In seiner Amtszeit wurden auch öffentliche Kindergärten eingerichtet.
Nach dem Ende seiner Gouverneurszeit kandidierte Winter erfolglos für einen Sitz im US-Senat. Danach arbeitete er als Rechtsanwalt. Er war von 1997 bis 1998 auch Mitglied einer Beraterkommission von Präsident Bill Clinton, die sich mit den Rassenproblemen befasste. William Winter erhielt zahlreiche Auszeichnungen. Aus der Ehe mit seiner Frau Elise Varner gingen drei Kinder hervor.